# Psy-trance
La psychedelic trance, meglio nota come psy-trance, è uno stile di musica dance nato come variante della Goa trance.

## Storia
La psy-trance è una diretta evoluzione della Goa trance, uno stile nato in India nei primi anni ottanta dall'ibridazione, per mano dei fratelli Disko, poi seguiti da altri come Raja Ram o Goa Gil, delle basi della nascente elettronica europea – Kraftwerk su tutti – con le sonorità del rock psichedelico, fin lì il principale genere suonato ai party in spiaggia. La stilistica si diffuse in tutto il mondo a partire dai primi anni novanta grazie ai molti appassionati che si ritrovano ogni anno a Goa, località indiana da cui nacque la stilistica.
La goa-trance si è evoluta nella moderna psy-trance quando lo stile iniziò ad adottare sonorità più cupe e astratte e allontanandosi dagli arpeggi per sintetizzatore e tessiture sonore che caratterizza le produzioni di Juno Reactor e The Green Nuns Of The Revolution. A contribuire al cambio dello stile vi fu il passaggio dall'uso delle vecchie bass line synth come la Roland TB-303 ai moderni strumenti di produzione digitale.
La psytrance (diminutivo di "psychedelic trance"), come del resto la goa, viene solitamente suonata e ballata in festival specifici, rave party (In-Outdoor), o trasmessa da radio online. Tradizionalmente rave di questo tipo vengono organizzati in boschi o altri luoghi all'aperto, sebbene nei Paesi europei durante l'inverno siano diffusi anche gli eventi indoor.
Il Boom festival in Portogallo, l'Ozora in Ungheria e il MoDem in Croazia sono i principali festival mondiali dove poter ascoltare e ballare psychedelic trance. In Italia si distinguono il WAO Festival, l'ATLAS Gathering. e il 7 Chakras.
Nonostante la sua natura underground, la psy trance è diffusa in tutto il mondo e vanta numerosi festival ad essa dedicati.

## Descrizione

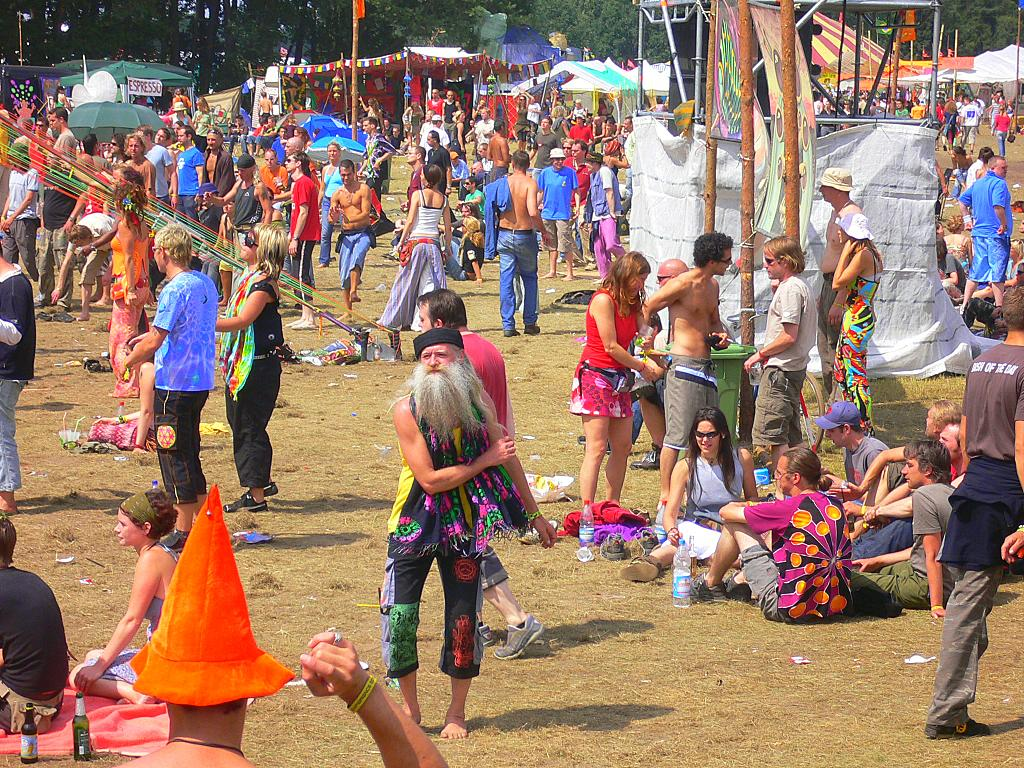
Foto scattata durante il festival VooV Experience 2005

Assestatasi su un ritmo tra i 140 e 150 BPM, la psy-trance nasce come discendente della Goa. Pur caratterizzandosi per le sonorità psichedeliche analogamente a quest'ultima, si distingue per le sonorità più veloci. Si tratta inoltre di uno dei generi elettronici maggiormente tecnici. Si suona con l'utilizzo di groove box e kaoss pad ma l'uso del computer di norma è obbligatorio. Si basa infatti su tutta una serie di linee melodiche e ritmiche composte da rumori ed effetti che non sempre i sintetizzatori hardware (e il musicista stesso) riescono a gestire su una scena live. Sfrutta complesse linee melodiche e ritmiche, mentre la linea di basso (detto basso-treno per la sua tipica terzina in sedicesimi) crea un tappeto consistente di suono su cui la melodia può intrecciarsi. La cassa è dritta (quattro colpi sui 4/4). Pur essendo ritmicamente molto diverso dal drum 'n' bass, la psytrance condivide con esso la predisposizione all'uso di sonorità astratte, di campionamenti bizzarri e di manipolazioni sonore. Stando alle parole di Simon Reynolds, «la psy-trance è ancora una musica movimentata, ma, invece della frattale densità di linee melodiche arpeggiate della Goa, qui abbiamo una baraonda di folli effetti e sorprese sonore che tendono agguati all'ascoltatore» Il suono pulito e incisivo che caratterizza il genere è dovuto al fatto che i DJ sfruttavano i Digital Audio Tape e non più i vinili, un'usanza nata a Goa.
Il genere è stato diviso in diverse sottocategorie: progressive, più lenta e concentrata sulla melodia; full-on, più ballabile e allegra, e darkpsy, più veloce e oscura, a sua volta divisa in sottogeneri come la forest, più ricorsiva e ‘‘organica’’, e la hi-tech, ancora più rapida e aggressiva.
I principali esponenti sono israeliani, australiani, svedesi, greci e danesi e comprendono gli X-Dream, i Koxbox e Hallucinogen, a detta di molti il migliore artista dello stile. Al genere diedero un impulso importante anche gli italiani Etnica e Pleiadians di Begotti, Lanfranconi, Paterno & Rizzo.